# 基利琴河
基利琴河（烏克蘭語：Кільчень），是烏克蘭的河流，位於該國中部，屬於薩馬拉河的支流，流經第聶伯羅彼得羅夫斯克州，河道全長116公里，流域面積966平方公里。